# NGC 220
NGC 220 је расејано звездано јато у сазвежђу Тукан које се налази на NGC листи објеката дубоког неба.
Деклинација објекта је - 73° 24' 15" а ректасцензија 0h 40m 30,0s. Привидна величина (магнитуда) објекта NGC 220 износи 12,4. NGC 220 је још познат и под ознакама ESO 29-SC3.